# T1 (лёгкий танк)
Лёгкий танк T1 Cunningham (англ. Light Tank T1) — опытный лёгкий танк США 1920-х годов. Предназначался для замены более раннего танка M1917.

## История создания
Разработка T1 была начата в 1926 году, а первый прототип был закончен в 1927 году. После испытаний, доработанный вариант T1E1 был принят в 1928 году на вооружение под обозначением M1, однако вскоре эта стандартизация была отменена. Доводка танка продолжалась до начала 1930-х годов, был построен ряд дополнительных прототипов, однако окончательно на вооружение танк принят так и не был.

## Модификации
Большинство танков серии T1 имели одинаковую базовую компоновку: двигатель располагался спереди, а башня, трансмиссия и главная передача — сзади. Исключение составили T1E4 и T1E6, в которых башня перемещена посередине, двигатель — назад, а трансмиссия и главная передача — вперед, конфигурация аналогична более поздним танкам. Все версии T1 имели башню с ручным перемещением, вооруженную 37-мм пушкой и спаренным пулеметом M1919 Браунинга калибра 7,62 мм, и все они несли экипаж из двух человек.
- T1 — Единственный прототип T1 был построен в 1927 году. Его основным орудием было 37-мм короткоствольное орудие M1918, американская версия французского орудия поддержки пехоты времен Первой мировой войны. Это было относительно низкоскоростное орудие с начальной начальной скоростью 370 м/с. Толщина брони танка составляла от 6,4 мм до 9,5 мм, а общий вес танка составлял 6,8 т. Он был оснащен бензиновым двигателем Cunningham V8 с водяным охлаждением мощностью 105 л. с. (78 кВт), который давал ему максимальную скорость 32 км/ч. Трансмиссия, произведенная Cotta, была скользящей с тремя передачами переднего хода и одной передачей заднего хода. После того, как прототип был оценен, его разобрали до шасси, которое было повторно использовано для испытаний других типов транспортных средств[1][2][3].
- T1E1 — модифицированный вариант, с изменённой формой корпуса. Построен в 4 экземплярах, что сделало T1E1 единственной версией T1, которая не была построена как единый прототип. T1E1 ненадолго стандартизировали для производства как M1 но через пару месяцев от него отказались. У T1E1 было несколько небольших изменений по сравнению с T1: корпус больше не выступал вперед от гусениц, а топливные баки были перемещены над гусеницами. Максимальная скорость была снижена до 29 км/ч[4][5][6].
- T1E2 — дальнейшая модификация была построена в 1929 году как единственный прототип. Он имел более тяжелую броню, варьирующуюся от 6,4 мм до 15,9 мм, а вес танка вырос до 8,1 тонны. Мощность двигателя Cunningham V8 была увеличена до 132 л. с. (98 кВт), что дало T1E2 немного более высокое соотношение мощности к массе, чем его предшественники; несмотря на это, максимальная скорость составляла всего 26 км/ч из-за изменения передаточных чисел. 37-мм пушка была заменена на длинноствольную полуавтоматическую пушку «Браунинг», имеющую гораздо более высокую начальную скорость — 610 м/с, хотя позже старая модель M1918 была переустановлена[5][7][8].
- T1E3 — модификация имевшая высокоскоростную длинноствольную пушку «Браунинг», утолщенную броню и более мощный двигатель, чем у T1E2, но сохранил корпус, башню, размеры и трансмиссию, как у T1E1. T1E3 весил 7,7 тонны. Поскольку у него был более мощный двигатель, это дало ему более высокую удельную мощность и большую скорость, чем у любой предыдущей версии T1, с максимальной скоростью 35,2 км/ч. Однако наиболее важной особенностью этой версии была подвеска, которая была полностью переработана. Все предыдущие версии T1 имели полностью неподрессоренную подвеску, в которой использовалось несколько выравнивающих звеньев между тележками для распределения ударов по пересеченной местности. Это все еще давало очень тяжелую поездку. Подвеска T1E3 имела винтовые пружины и гидравлические амортизаторы, и его ход был намного более плавным[5][9][10].
- T1E4 — был еще одной переделкой танка T1E1. Однако его трансформация была гораздо более радикальной, поскольку была полностью изменена компоновка машины. Двигатель был перенесен в корму, трансмиссия и главная передача — вперед, а башня — в середину корпуса. При длине 4,70 м T1E4 снова был почти на четверть длиннее предыдущих версий T1. T1E4 также получил новую подвеску, в данном случае на полуэллиптических листовых рессорах и шарнирно-сочлененных четырехколесных тележках. Основное орудие было заменено 37-мм полуавтоматической пушкой M1924 с начальной скоростью 410 м/с был ниже, чем у длинноствольного Браунинга в моделях T1E2 и T1E3. Толщина брони была аналогична T1E2 и T1E3. T1E4 имел общий вес 7,8 тонны. Сначала T1E4 сохранил двигатель от T1E1, но он оказался недостаточно мощным, поэтому его заменил улучшенный Cunningham V8 мощностью 140 лошадиных сил (104 кВт), что дало T1E4 максимальную скорость 32 км/ч[11][12][13].
- T1E5 — был еще одной модификацией T1E1, в данном случае с новой системой рулевого управления. Во всех предыдущих версиях T1 использовалась простая система рулевого управления с тормозом и сцеплением, что приводило к потере мощности при поворотах. T1E5 заменил его управляемой дифференциальной системой рулевого управления от Cleveland Tractor Company (так называемая система «Cletrac»). Двигатель также был заменен на ту же версию 140 л. с. (104 кВт), что и на T1E4. Тестирование показало, что управляемое дифференциальное рулевое управление явно превосходит систему сцепления и тормоза, и «Ordnance Department» рекомендовал использовать его для всех гусеничных машин, скорость которых может превышать 10 км/ч[14].
- T1E6 — Последняя выпущенная версия была представлена в 1932 году как дальнейшая переделка T1E4. Двигатель Cunnigham V8 был заменен на 244-сильный (182 кВт) двигатель V12 производства American-LaFrance и Foamite Corporation. Несмотря на то, что вес танка увеличился до 9,03 тонны, более мощный двигатель обеспечил ему лучшую удельную мощность среди всей серии T1. Однако максимальная скорость все еще составляла 32 км/ч, а более крупный двигатель V12 сильно забивал моторный отсек, что затрудняло обслуживание. T1E6 сохранил вооружение T1E4; максимальная толщина брони осталась неизменной, но минимальная толщина увеличилась с 6,4 мм до 9,5 мм[15][16].

## Сохранившиеся экземпляры
- США — T1E2 до 2010 года в Музее артиллерийского вооружения армии США на Абердинском полигоне[17]. Позже был передан армии США[18].